# Antonio della Scala
Antonio della Scala (1364- 5 août 1388) est le dernier représentant de la dynastie italienne des Scaliger à avoir dominé Vérone et ses possessions au XIVe siècle.
Fils naturel de Cansignorio della Scala, il hérite des seigneuries de Vérone et de Vicence à la mort de son père en 1375, en même temps que son demi-frère Bartolomeo, lui aussi illégitime, qu'il fait assassiner en 1381. D'un caractère peu amène, il mène la vie dure aux Véronais, encouragé par son épouse, Samaritana da Polenta, fille du seigneur de Ravenne. Les Vénitiens jouent sur l'appât du gain pour lui faire livrer une guerre par procuration contre Padoue, le soutenant financièrement en dépit de résultats militaires catastrophiques. Finalement pris en tenaille entre Milan, à l'ouest, et Padoue, à l'est, il perd Vérone qu'il doit fuir sous la menace des Milanais et de sa propre population. Sa mort met un terme à l'association entre Vérone et les Della Scala, qui durait de manière ininterrompue depuis 125 ans.

## Accession au pouvoir de Bartolomeo II et d'Antonio
Cansignorio della Scala n'ayant pas eu d'enfant avec son épouse, il s'organise pour que ses deux fils illégitimes, Bartolomeo et Antonio, puissent lui succéder. Tombé gravement malade en 1375 et sentant sa fin prochaine, il fait assassiner son frère Paolo Alboino (qu'il tient enfermé dans la forteresse de Peschiera depuis 1365), afin de favoriser ses bâtards. Le peuple exprime des réticences à la nouveauté que représente l'arrivée au pouvoir d'enfants illégitimes, mais une fois prouvée la mort de Paolo Alboino, leur accession à la seigneurie, à Vérone comme à Vicence, se fait sans objection majeure. Pour compenser leur illégitimité, ils sont faits chevaliers par Galeotto Malatesta et reçoivent de l'empereur Charles IV confirmation de leur vicariat sur Vérone, Vicence et Manerbio, (en territoire brescian).

## Régence du conseil des Quatre et premières décisions
Âgés respectivement de 17 ans et de 11 ans, les deux adolescents sont placés sous la tutelle d'un « conseil des Quatre », probablement jusqu'à la majorité de Bartolomeo. À part un conflit avec Milan qui conteste, en 1378, la succession de Cansignorio, cette régence est une période de paix et de prospérité. Le conseil des Quatre administre sagement Vérone et ses possessions, tandis que les jeunes seigneurs, qui, bien que bâtards, ont été éduqués avec raffinement, font briller à nouveau la cour des Scaliger.
Les premières décisions des jeunes seigneurs leur attirent la sympathie des Véronais : ils font don à Guglielmo Bevilacqua des domaines que celui-ci administrait pour le compte de leur père, ils restituent au clergé le contrôle de la dîme que leur père avait pris à son compte, ils effacent les dettes contractées par les municipalités de Vérone et de Vicence jusqu'en 1368, ils accordent des privilèges aux communes dépendant de Riva del Garda. Comme leurs prédécesseurs, ils interviennent pour limiter les abus en matière de construction, faisant détruire les balcons et les passerelles de bois construits abusivement en surplomb des rues pour connecter les habitations entre elles,.

## Assassinat de Bartolomeo
À mesure qu'Antonio mûrit, il devient de plus en plus suspicieux, autoritaire et jaloux de Bartolomeo, dont la popularité auprès des Véronais l'irrite. Bartolomeo, écarté des affaires et maltraité, envisage de quitter Vérone pour se mettre au service de Charles III de Naples quand, le 12 juillet 1381, il est retrouvé assassiné dans la rue, devant la demeure des Nogarola. Malgré les démonstrations publiques de douleur organisées par son demi-frère et les accusations qu'il porte contre les Nogarola, puis contre les Malaspina, il apparaît que l'organisateur du crime est Antonio lui-même. La mort de Bartolomeo le laisse seul aux commandes de la seigneurie. Mal conseillé, manipulé et entraîné dans des guerres qu'il ne sait pas mener à bien, il sera le dernier des Scaliger à dominer Vérone.

## Politique intérieure
En juin 1382, Antonio épouse, avec un faste inégalé, Samaritana da Polenta, fille du seigneur de Ravenne. Totalement dominé par la jeune femme, il mène une politique interne ressentie comme de plus en plus injuste par les Véronais. Il ignore les mises en garde de ses conseillers, bannit, à la demande de sa femme, Guglielmo Bevilacqua, un membre estimé du conseil des Quatre, et confisque tous ses biens. Il se sépare de ses amis et favorise les Ravennates qui entourent son épouse. Cette dernière dépense sans compter, joue les intermédiaires, monnaye les charges, et pousse Antonio à augmenter les impôts.
Antonio prête une attention particulière à l'industrie prédominante de Vérone, celle de la laine. Des réformes sont entreprises touchant aux statuts des corporations de drapiers, de tisserands et de teinturiers. Il interdit la vente d'étoffes non timbrées, puis restreint leur commerce à la maison des Marchands, imposant des dimensions fixes aux pièces d'étoffe. Il fait également règlementer le commerce des tavernieri qui vendent du vin au détail, modifie les statuts des notaires et ceux des forgerons. Il renforce la présence de l'administration centrale dans les campagnes et les villages. Pour compenser le déficit démographique résultant des années de disette, d'épidémies et de guerre, il encourage l'établissement de colons sur les domaines scaligères.

## Politique extérieure
Dans ses premières années, Antonio poursuit la politique de neutralité qui a permis à Vérone de reprendre pied après la réduction territoriale imposée à la seigneurie par les errements politiques et militaires de Mastino II et d'Alberto II. Mais il va bientôt être l'instrument qu'a choisi Venise pour s'opposer à l'expansionnisme des Carrare, qui dominent alors Padoue.
En 1381, ces derniers sont en effet partie prenante dans une querelle de succession touchant le Frioul, dans laquelle il se proposent tout d'abord comme médiateurs, puis, jetant le masque, comme envahisseurs. Venise, désireuse de freiner leurs ardeurs conquérantes, mais peu soucieuse de s'engager en première ligne, parvient à convaincre Antonio de se joindre à la ligue qu'elle a forgée, avec la ville d'Udine, contre les Padouans et leurs alliés. Les Vénitiens ont, pour ce faire, laissé entendre que Trévise et Padoue une fois prises, seraient données à Vérone. Ils ont surtout fourni à Antonio de quoi lever et entretenir une armée de 4 000 hommes.
Malgré les moyens engagés, et renouvelés à plusieurs reprises par Venise à chaque tentative de conciliation des belligérants, la guerre, entamée avec des escarmouches à l'automne 1385 se prolonge jusqu'au mois d'octobre 1387. Les opérations se déroulent tour à tour sur le territoire frioulan, sur les terres de Padoue et sur celles de Vérone, alternant des raids assortis de pillages avec de véritables batailles rangées qui tournent régulièrement au désavantage d'Antonio. Le 25 juin 1386, à la bataille de la Brentelle, alors qu'ils pensent avoir Padoue au creux de leur main, les Véronais perdent 8 800 hommes (8 000 prisonniers,800 tués), 6 000 chevaux, 38 bombardes et 250 chariots de ravitaillement et de munitions. Le 11 mars suivant, à proximité de Castagnaro, l'ennemi leur tue 700 hommes et fait 5 460 prisonniers (4 620 cavaliers et 840 fantassins).
Renfloué par les Vénitiens après chaque défaite, Antonio refuse de les écouter lorsqu'ils lui conseillent de faire alliance avec Milan qui, ayant récemment changé de maître se propose au plus offrant.
Pris en tenaille entre Padoue et Milan, dont il a ignoré les avances, Antonio perd le soutien de Vicence, dont les citoyens optent pour la neutralité après un début de siège. À partir de l'été 1387, il accumule les défaites et perd peu à peu ses places fortes, qui tombent entre les mains de Milan à l'ouest et de Padoue à l'est. Le 18 octobre, les Milanais, aidés par leurs contacts à l'intérieur de la ville, se font ouvrir la porta San Massimo et pénètrent dans Vérone. La population, donnant libre cours à sa haine d'Antonio, se joint aux soldats pour mettre à sac les bâtiments publics et donner la chasse au tyran. Celui-ci n'a d'autre choix que de se barricader dans le Castelvecchio. Après avoir tenté une ultime négociation, il charge ses possessions sur un bateau et, le 19 octobre, avec son épouse et quelques fidèles, s'échappe en descendant l'Adige jusqu'à Legnano.

## Mort et succession
Après sa fuite, Antonio passe l'hiver 1387-1388 à Venise, puis parcourt la Lombardie et la Toscane à la recherche d'alliés. Il dépense ainsi ses dernières ressources. En juillet, il est à Pérouse, où il demande au pape Urbain VI d'agir en sa faveur. Essuyant un nouveau refus, il se rend à Florence, puis décide de traverser les Apennins pour rejoindre sa famille. Tombant subitement malade en chemin, il trouve refuge dans une cabane à Tredozio (entre Florence et Faenza). C'est là qu'il meurt, le 5 août 1388. Il laisse derrière lui sa veuve, que les Vénitiens pourvoient d'une petite rente. Son unique fils, Canfrancesco, meurt empoisonné à Ravenne, en 1391, probablement sur ordre de Jean Galéas Visconti. Il laisse également une fille légitime, Polissena, et au moins deux filles naturelles, Cleope et Tassea. Avec la mort d'Antonio, la domination de la famille Della Scala sur Vérone et ses possessions prend définitivement fin et, après 125 années de règne scaligère, la ville passe sous la tutelle des Visconti, puis des Carrare.

## Généalogie
| • L'échelle porte4 ou 5 barreaux.  |  | Blasons• Variante avec chiens affrontés.  |  | • Variante avec aigle impériale. |
| • L'échelle porte 4 ou 5 barreaux. |  | Blasons • Variante avec chiens affrontés. |  | • Variante avec aigle impériale. |